# Brokenhearted (Karmin)
Brokenhearted è il secondo singolo estratto dall'album di debutto Hello dei Karmin. Il singolo è il primo del gruppo ad entrare nella Billboard Hot 100.

## Descrizione
Brokenhearted è un brano dance-pop che mostra elementi pop rock, disco, R&B e pop rap. La canzone è stata scritta dai Karmin, Claude Kelly, Emily Wright, Henry Walter, John Hill e Richard Head, ed è stata prodotta da Benny Blanco, Cirkut, Emily Wright. Il brano, registrato nell'estate del 2011, è stato diffuso illegalmente su internet il 27 gennaio 2012. L'avventimento ha fatto sì che il duo americano pubblicasse il brano sul proprio canale YouTube tre giorni dopo. Il singolo è stato reso disponibile per il download digitale il 2 febbraio dello stesso anno ed è stato pubblicato ufficialmente e pubblicato in radio il 7 febbraio.

## Classifiche

### Classifiche internazionali
| Classifiche (2012) | Posizione massima |
| ------------------ | ----------------- |
| Australia          | 9                 |
| Canada             | 19                |
| Irlanda            | 40                |
| Nuova Zelanda      | 5                 |
| Regno Unito        | 6                 |
| Repubblica Ceca    | 66                |
| USA                | 16                |

### Classifiche di fine anno
| Classifiche (2012) | Posizione |
| ------------------ | --------- |
| Canada             | 47        |
| Stati Uniti        | 59        |